# Dom „Pod Globusem” w Krakowie
Dom Izby Przemysłowo-Handlowej także Dom „Pod Globusem” – zabytkowa kamienica znajdująca się w Krakowie, w dzielnicy I przy ulicy Basztowej 11, na rogu z ulicą Długą 1, na Kleparzu.

## Historia
Wzniesiony został w latach 1904–1906 według projektu Franciszka Mączyńskiego i Tadeusza Stryjeńskiego jako siedziba Izby Przemysłowo-Handlowej. Jest on jednym z ciekawszych przykładów architektury secesji, dwupiętrowy, ceglany, z narożną wieżą zegarową (z podświetlanym zegarem), którą nakrywa ostrosłupowy hełm zwieńczony ażurowym, metalowym globusem (w czasie ostatniej konserwacji nowy globus ufundowało Wydawnictwo Literackie i taki też jest obecnie napis na obręczy globusa).
Portal wejściowy od strony ulicy Długiej zdobią płaskorzeźby: alegorie handlu i przemysłu oraz sowa-symbol mądrości, wykonane przez Konstantego Laszczkę. Dom posiada kutą bramę, a na szczycie fasady umieszczono żaglowiec z godłem Izby Handlowo-Przemysłowej wykonany z blachy w 1905. Hall i klatka schodowa są dekorowane stiukami; witraże przedstawiające symbole przemysłu i handlu: lokomotywę parową, słup telegraficzny oraz fabrykę wykonano według projektów Franciszka Mączyńskiego w Zakładzie Witraży Władysława Ekielskiego i Antoniego Tucha.
W latach 1926–1928 dokonano restauracji elewacji i wnętrz pod nadzorem Józefa Mehoffera. Po II wojnie światowej mieścił się w domu sklep papierniczy, a po likwidacji w 1950 Izby Handlowo-Przemysłowej budynek zajmował komitet powiatowy PZPR oraz hurtownia Centrali Spożywców, które to instytucje doprowadziły do dewastacji budynku i jego wystroju. W 1953 przebito podcienia dla ruchu pieszego w narożu ulic w trakcie mającej miejsce przebudowy linii tramwajowej.
Obecnie gmach zajmuje Wydawnictwo Literackie. W latach 1986–1990 przeprowadzono kompleksową konserwację domu, przywrócono oryginalne wyposażenie, które jedynie częściowo zrekonstruowano. W miejscu, w którym znajdował się sklep papierniczy, od kwietnia 2006 roku firma Akrybia prowadziła Księgarnię Pod Globusem. Zadanie to przejmuje od niej w 2010 spółka Liberglob kontynuując tradycje księgarskie.

## Księgarnia pod Globusem
Jest to obecnie znaczące miejsce na kulturalnej mapie Krakowa odwiedzane przez czytelników w każdym wieku. Wystrój wnętrza został zaaranżowany pod okiem Romualda Loeglera w 2010. Odbywają się tu warsztaty dla dzieci, spotkania z twórcami, autorami książek. W księgarni bywali: Sławomir Mrożek, ks. Adam Boniecki, Andrzej Stasiuk, Roma Ligocka, Jerzy Stuhr, Michał Rusinek i wielu innych.

## Sala Mehofferowska
Znajduje się na piętrze budynku, jest nakryta żelbetonowym stropem (jednym z pierwszych w Krakowie). Projekt jej wyposażenia pierwotnie powierzono Stanisławowi Wyspiańskiemu i choć jego koncepcja zyskała pozytywną ocenę, artysta zrezygnował. Stało się tak tyleż ze względów ideowo-artystycznych (artysta nie godził się na dopisanie do spójnej i zamkniętej koncepcji wystroju wizerunku cesarza Franciszka Józefa), ile z powodu pogarszającego się gwałtownie stanu jego zdrowia.
Dekorację sali wykonał Józef Mehoffer, dzieląc ściany sali na trzy sfery. Dolna została pokryta jasną boazerią dekorowaną w płycinach wachlarzykowatymi wzorami i opatrzona mosiężnymi ozdobami o reminiscencjach ludowych. Sferę środkową i górną rozdzieloną jednobarwnym pasem, wypełniają motywy geometryczne i kwiatowe. Kolorystycznie dekoracja zdominowana jest przez bladą zieleń z akcentami żółcieni i czerwienią kwiatów. Plafon ozdobiony jest malowidłem ośmiu węży wijących się wśród pawich piór. Na ścianie prezydialnej znajduje się płótno zatytułowane „Poskromienie żywiołów” – ludzki geniusz w postaci nagiego młodzieńca ujarzmia żywioły (kobiece personifikacje Ziemi, Ognia, Wody i Powietrza). Nawiązanie do idei postępu i rozwoju w tym obrazie było zgodne z sugestiami zleceniodawców i bardzo czytelne. Kinkiety, zespół mebli tak prezydialnych jak i foteli audytorium jest również dziełem Mehoffera. W 1918 w miejscu zdjętego popiersia cesarza Franciszka Józefa I umieszczono płaskorzeźbę Orła Polskiego.
Niedostępna zazwyczaj dla publiczności sala była udostępniona dla zwiedzających w ramach V Małopolskich Dni Dziedzictwa Kulturowego w 2003.

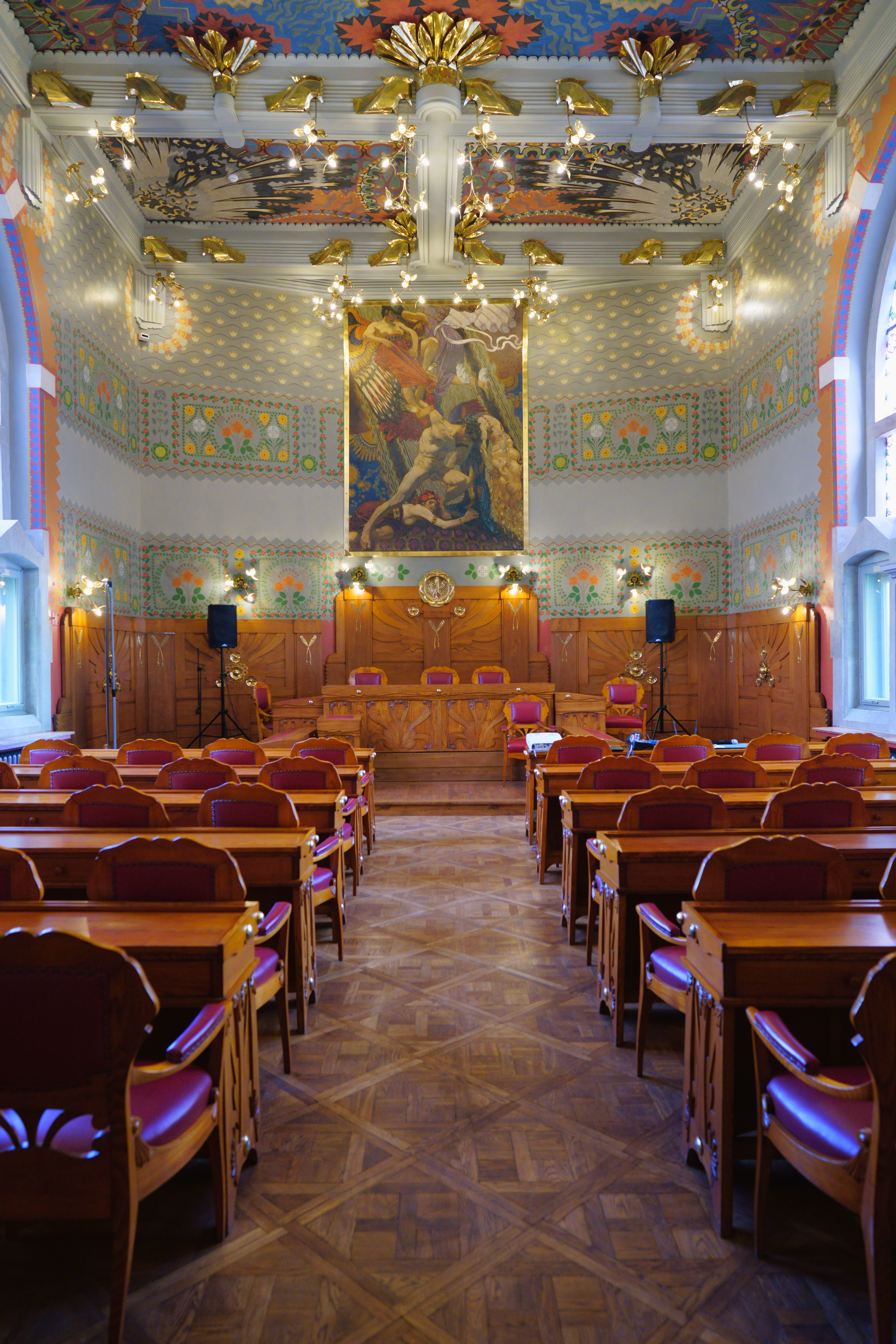
Sala Mehofferowska, wnętrze.
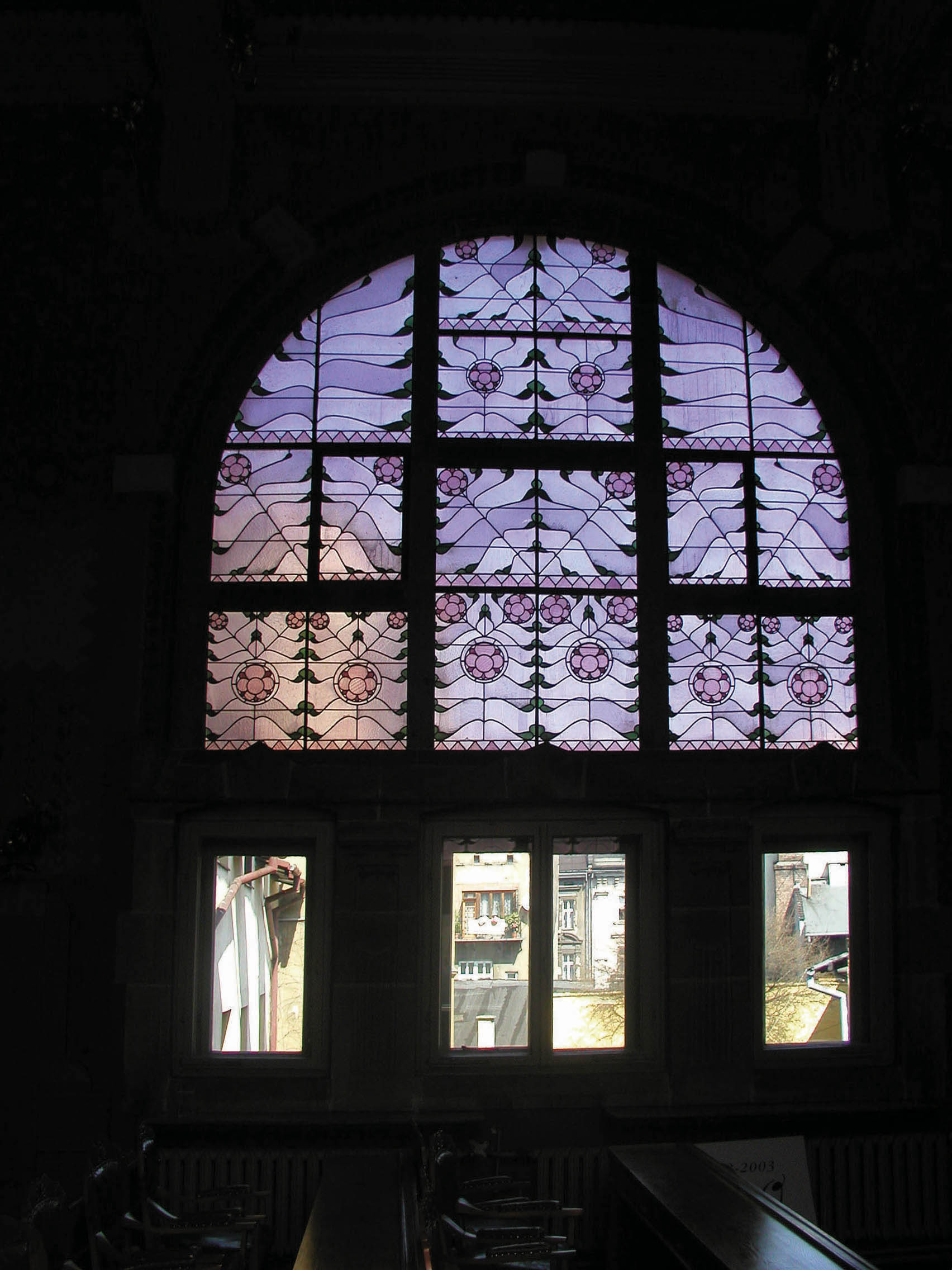
Witraż.
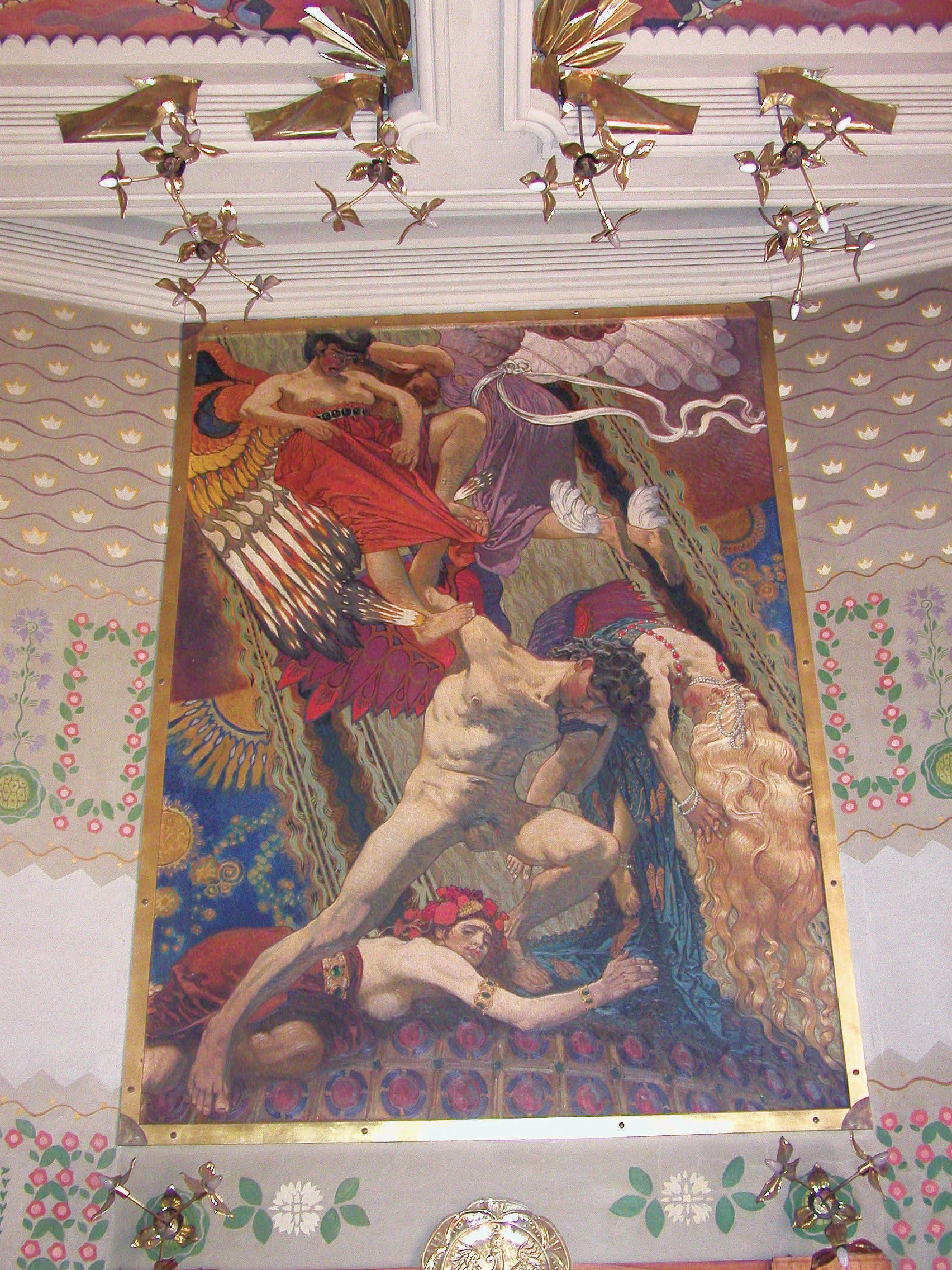
„Poskromienie żywiołów” .
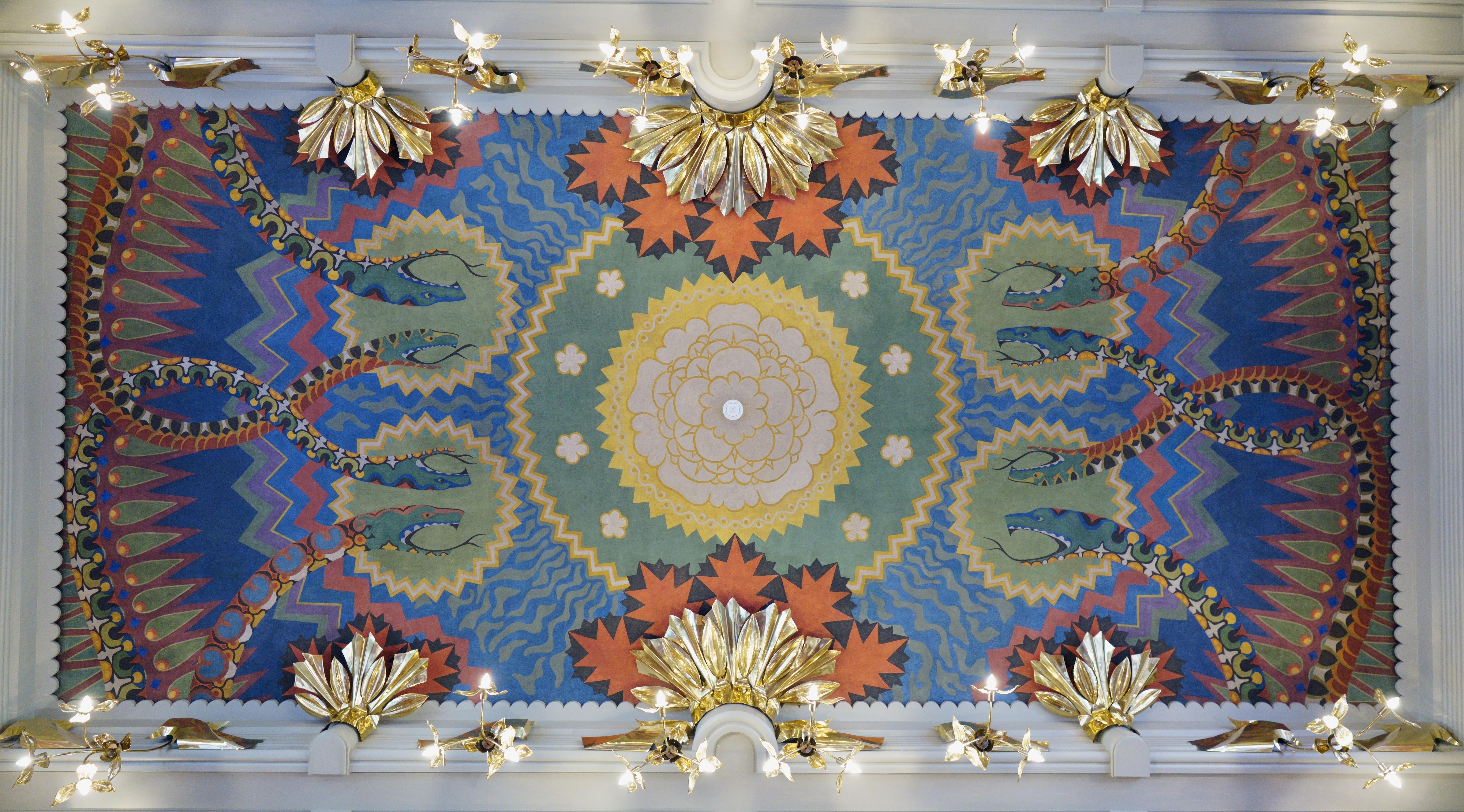
Sklepienie sali.

## Detale budynku

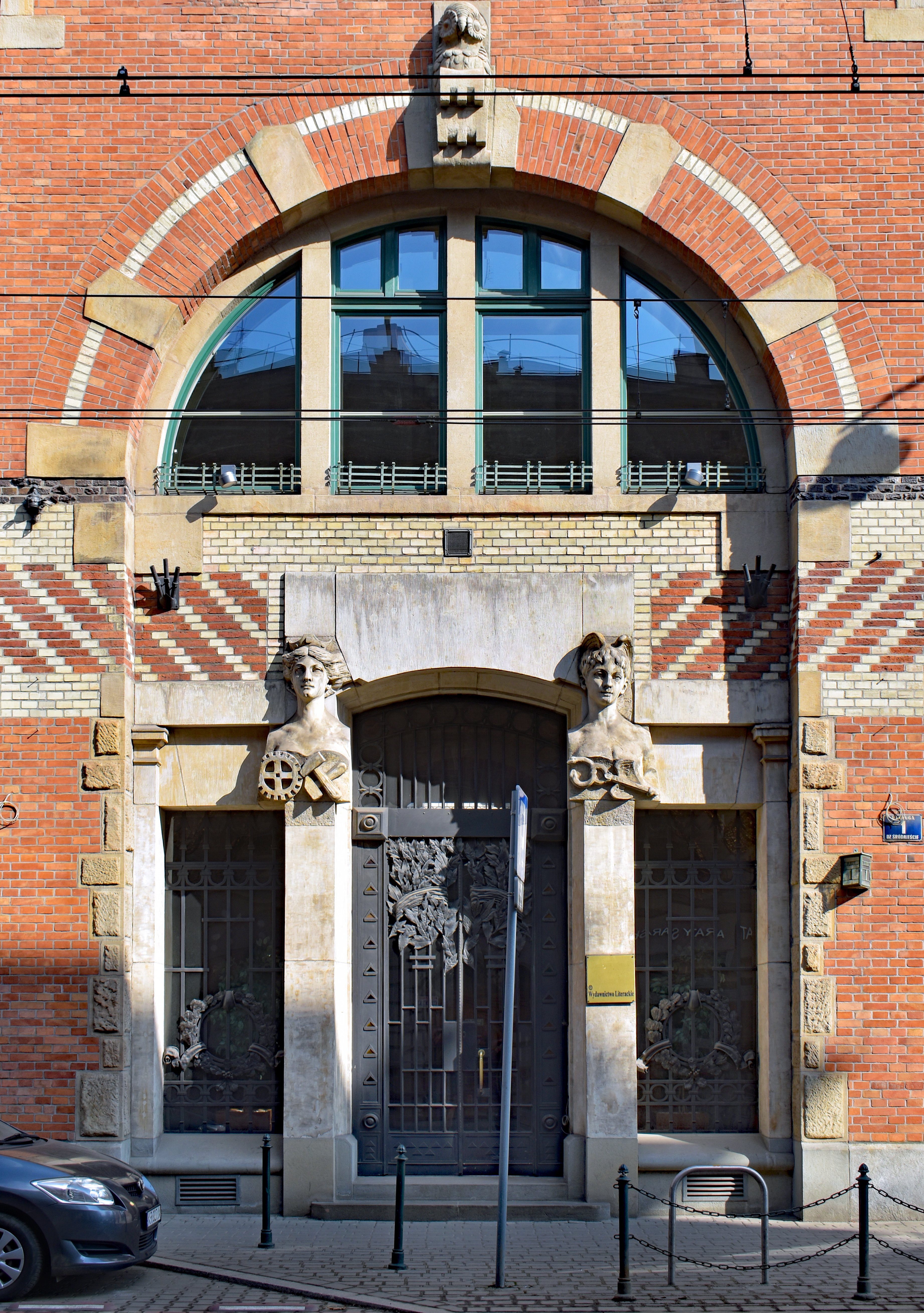
Portal wejściowy z rzeźbami Konstantego Laszczki.
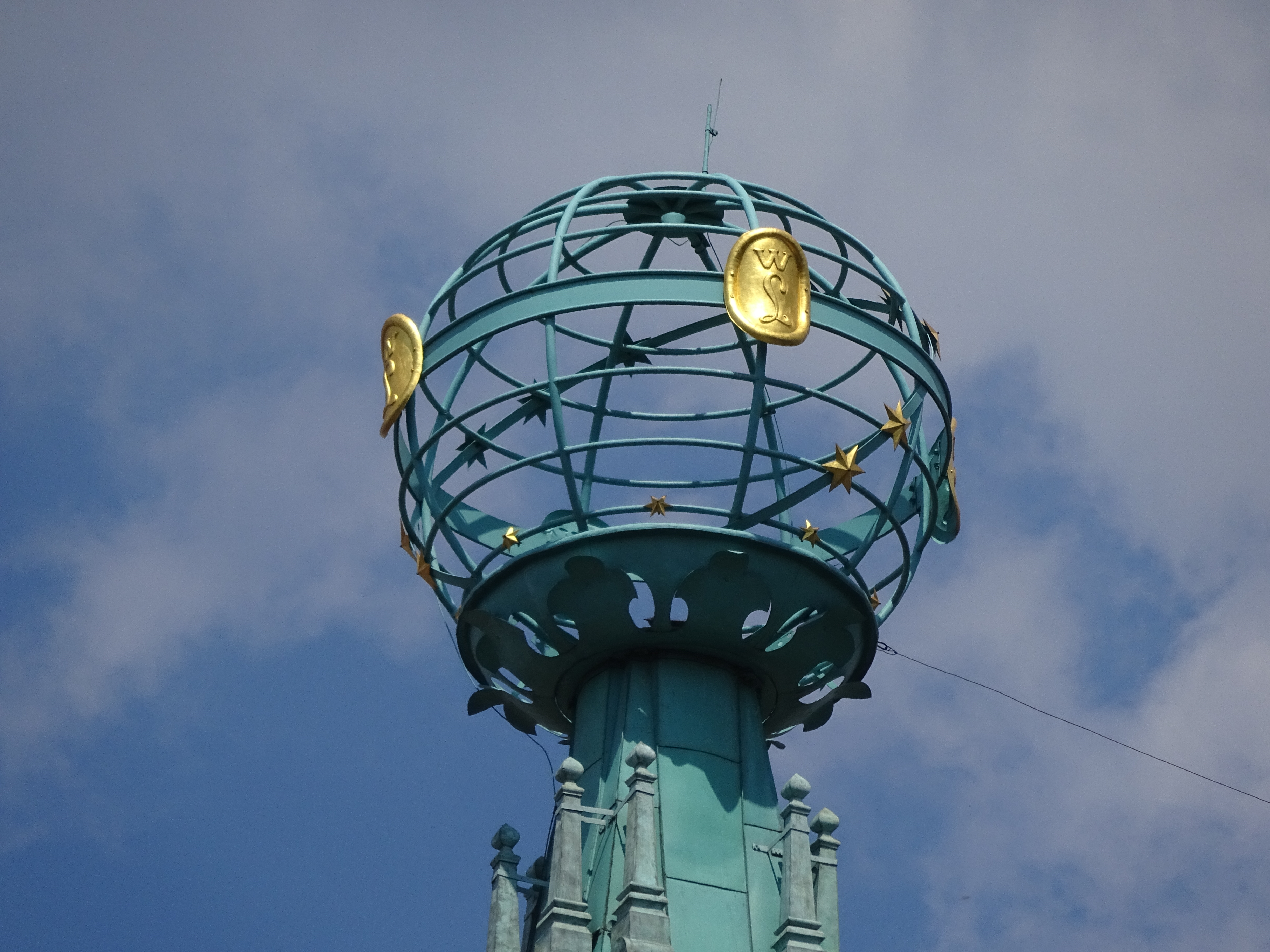
Globus w zwieńczeniu domu z symbolem Wydawnictwa Literackiego.
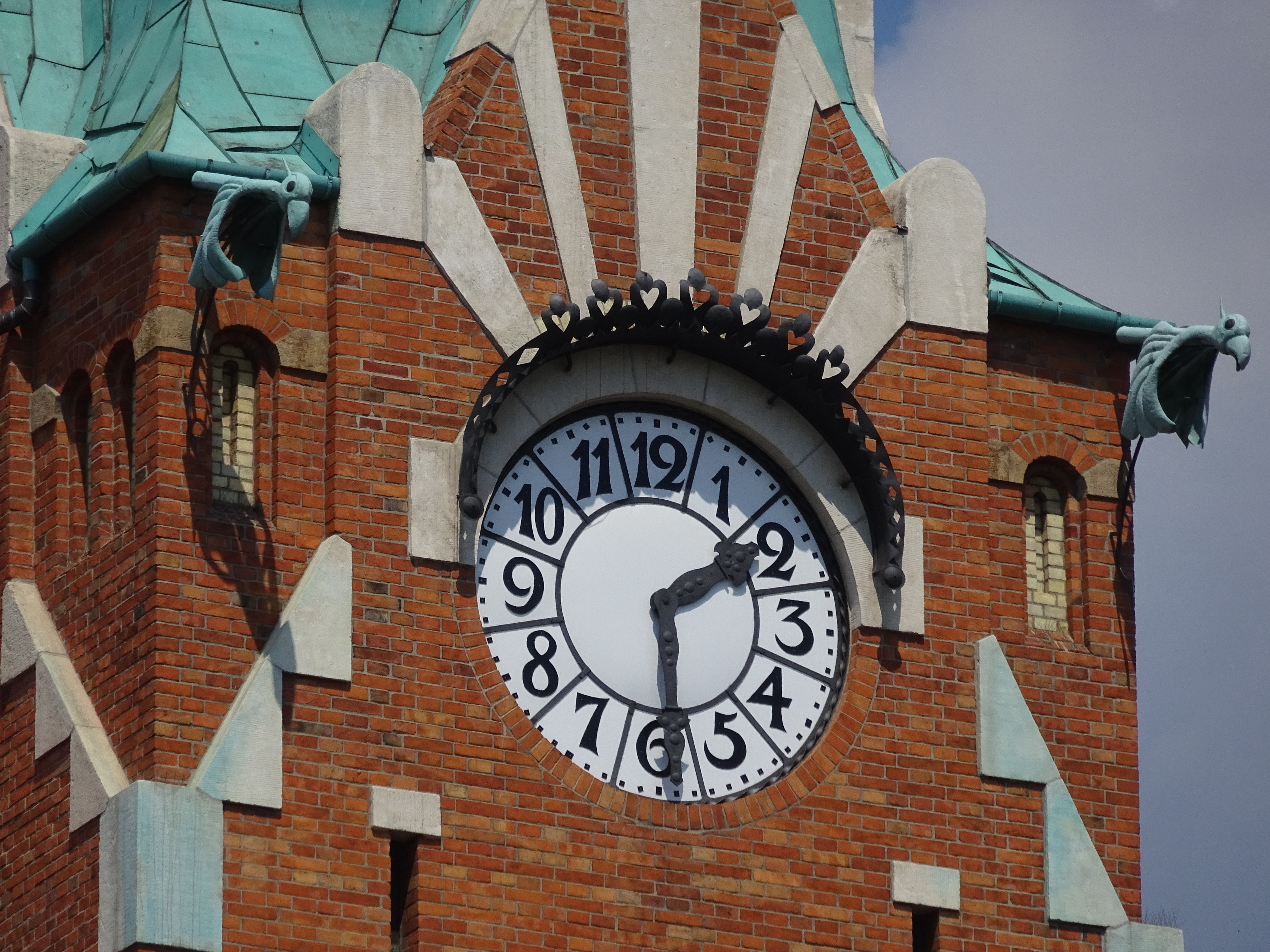
Zegar i rzygacze od strony ulicy Basztowej.
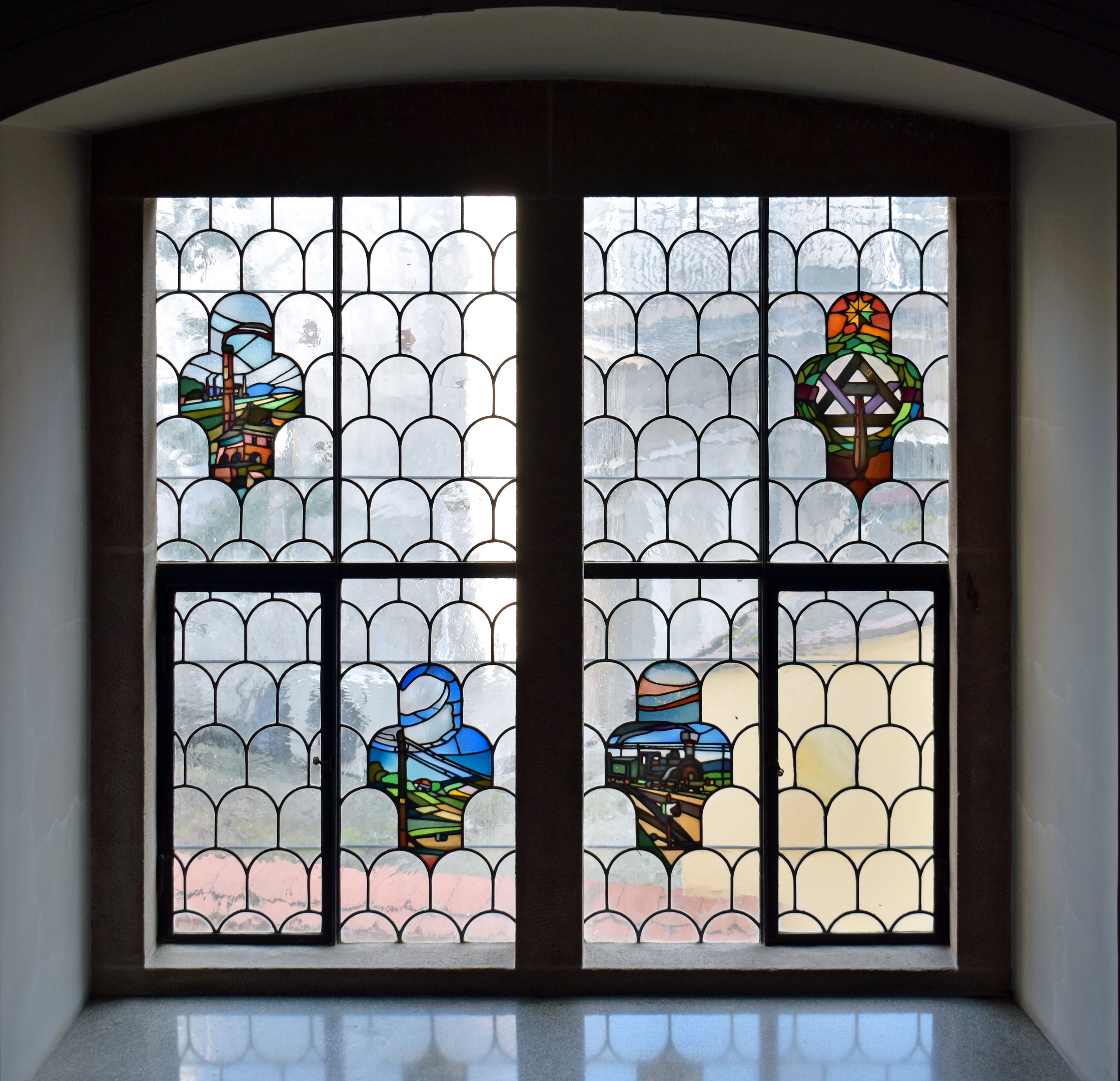
Witraż na I półpiętrze.
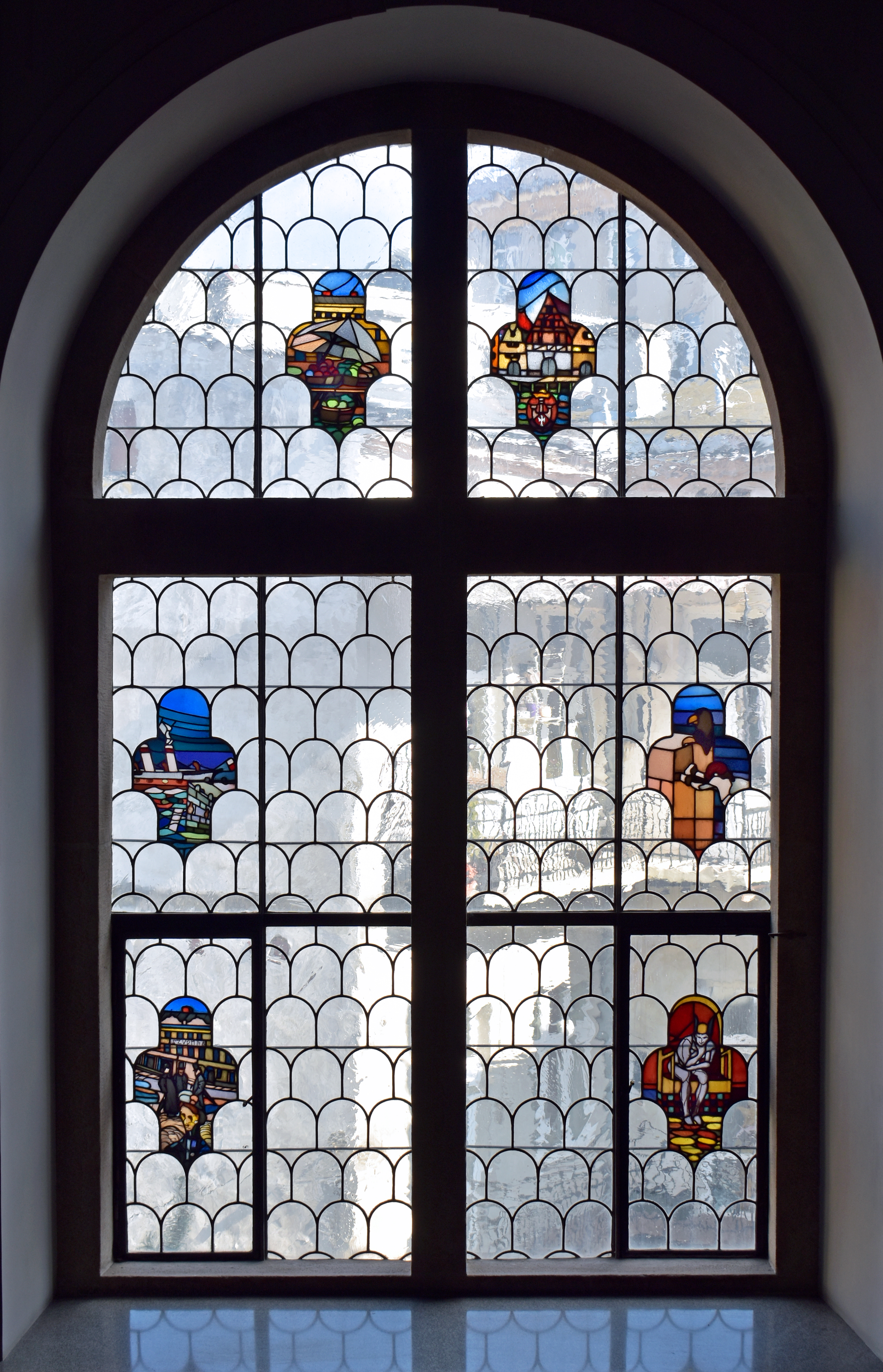
Witraż na II półpiętrze.
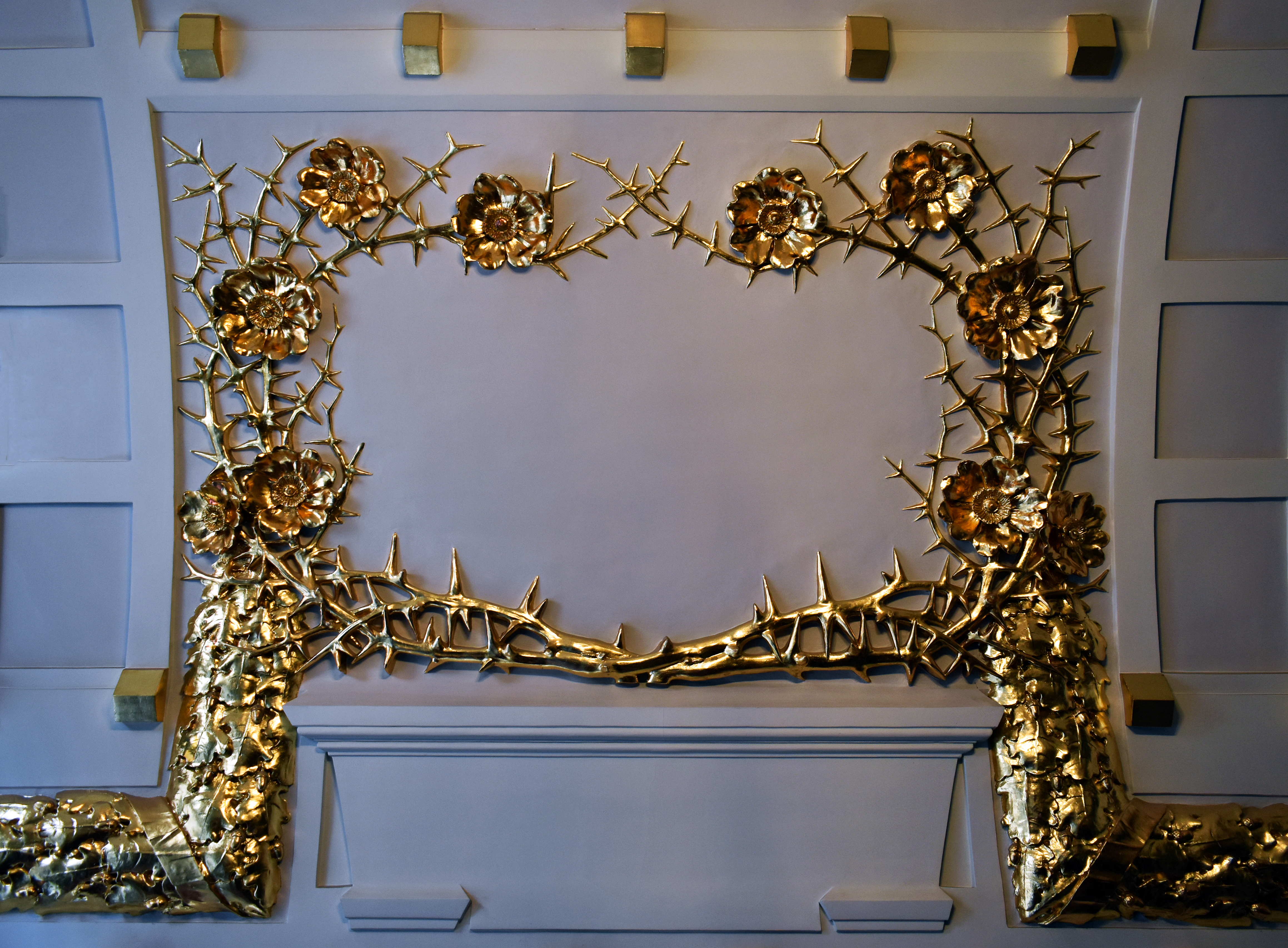
Stiuk w hallu.
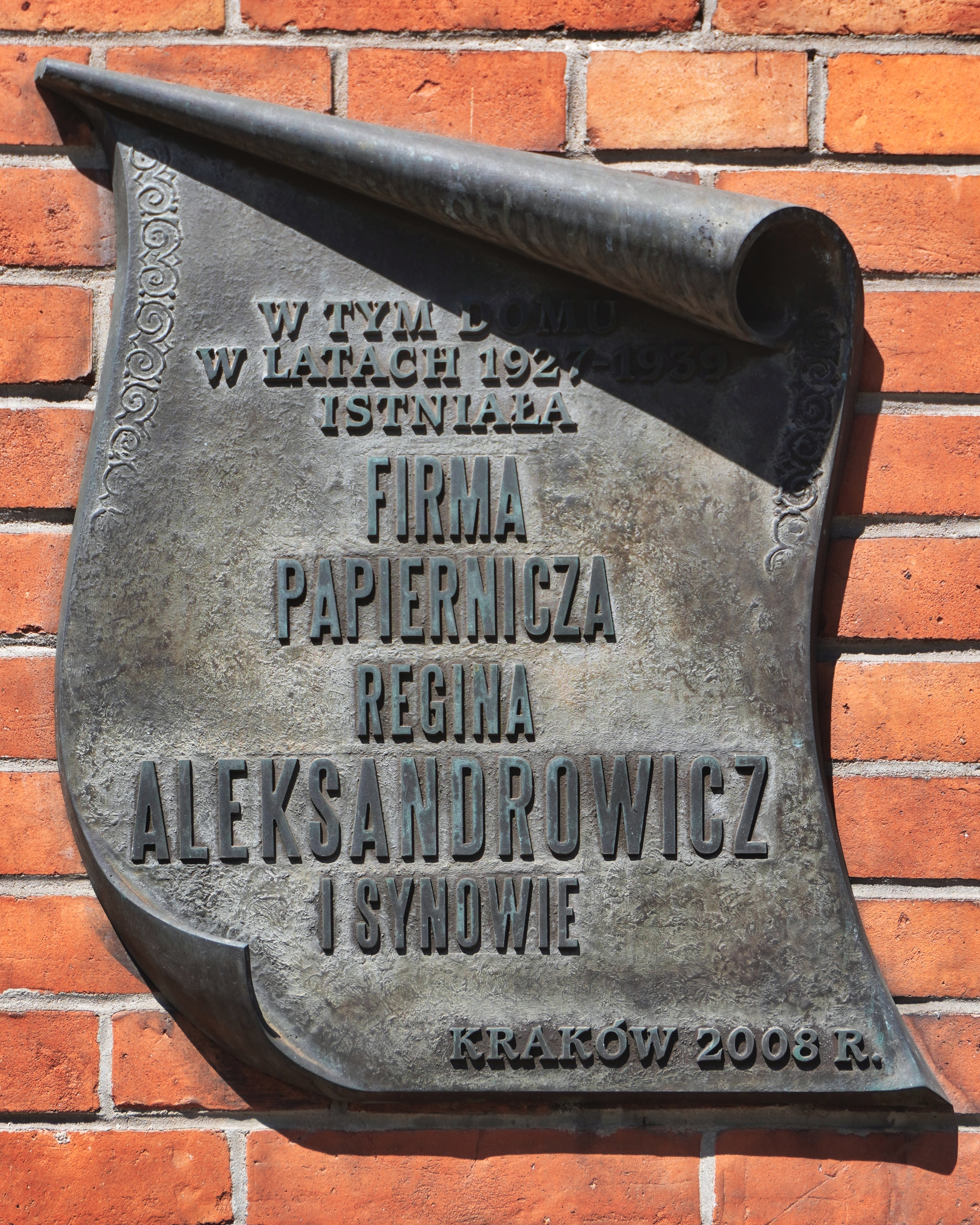
Tablica upamiętniająca Firmę Papierniczą Regina Aleksandrowicz i Synowie.